# فستالية متسلسلة
فستالية متسلسلة (الاسم العلمي:Vestalis anacolosa)  هي نوع من الحشرات يتبع جنس الفستالية من الفصيلة الرعاشية     .	